# Paullinia mazanensis
Paullinia mazanensis är en kinesträdsväxtart som beskrevs av Macbride. Paullinia mazanensis ingår i släktet Paullinia och familjen kinesträdsväxter. Inga underarter finns listade i Catalogue of Life.